# Game Boy Advance SP
Game Boy Advance SP (яп. ゲ ー ム ボ ー イ ア ド バ ン ス SP Ге: му Бо: й Адобансу Ессуа Пі :) — випущена в лютому 2003 року оновлена версія портативної ігрової консолі Nintendo Game Boy Advance. Префікс «SP» в назві означає «special», тобто «спеціальний». На момент запуску він продавався за ціною $ 99,99, а у вересні 2004 року Nintendo знизила ціну до $ 79,99. Виробництво SP відбувається паралельно з виробництвом Nintendo DS (випущений в листопаді 2004) і Game Boy Micro (випущений у вересні 2005) — іншими портативними консолями компанії.